# شهرستان وین (نبراسکا)
شهرستان وین، نبراسکا (به انگلیسی: Wayne County, Nebraska) یک سکونتگاه مسکونی در ایالات متحده آمریکا است که در نبراسکا واقع شده‌است.

## خصوصیات
شهرستان وین ۱٬۱۴۹ کیلومترمربع مساحت دارد.